# Xã Sac, Quận Sac, Iowa
Xã Sac (tiếng Anh: Sac Township) là một xã thuộc quận Sac, tiểu bang Iowa, Hoa Kỳ. Năm 2010, dân số của xã này là 566 người.